# Ри Хајтс (Јужна Дакота)
Ри Хајтс (енгл. Ree Heights) град је у америчкој савезној држави Јужна Дакота.

## Демографија
По попису из 2010. године број становника је 62, што је 23 (-27,1%) становника мање него 2000. године.
| Група             | 2000.      | 2010.       |
| Белци             | 83 (97,6%) | 62 (100,0%) |
| Афроамериканци    | 0 (0,0%)   | 0 (0,0%)    |
| Азијати           | 1 (1,2%)   | 0 (0,0%)    |
| Хиспаноамериканци | 0 (0,0%)   | 0 (0,0%)    |
| Укупно            | 85         | 62          |